# طلحه (دشتستان)
طلحه، روستایی از توابع بخش بوشکان در شهرستان دشتستان استان بوشهر ایران است. طلحه در فاصله ۸۰کیلومتری جنوب برازجان (مرکز شهرستان) و ۸۵ کیلومتری جنوب شرقی بوشهر،مرکز استان واقع شده است.

## جغرافیا

### آب و هوا
آب و هوای طلحه به‌طور کلی گرم و خشک است. با این حال رطوبت هوا در ماه شهریور محسوس است. طلحه زمستانی معتدل دارد که اوج شکوفایی و سرسبزی گیاهان صحرایی است. به نظر گردشگران البته در زمستان آب و هوای آن بهاری است و همین امر موجب بهار زودرس خصوصاً در کوه‌های غربی این روستا می‌شود. در تابستان‌های نور خورشید خشن و سوزان است. سابقه سیل و وجود رعد برق شدید که موجب آتش‌سوزی در کوه‌ها و باغات می‌شود دارد.

## مردم

### جمعیت
این روستا در دهستان پشتکوه قرار داشته و براساس سرشماری سال ۱۳۹۵ جمعیت آن ۲۴۳۳نفر (۶۹۶خانوار) می‌باشد.

## گردشگری
دشت‌ها و کوه‌های اطراف روستا، مناظر خیره‌کننده‌ای را پدیدآورده‌اند. مناطق دیدنی این روستا شامل باغ شیرین، جوک، تنگ زرد، نوی، جوی گرم، شاه پسرمرد، شاهیجان و نخلستانهای روستا می‌باشد.
تعطیلات سال نو، به خصوص سیزدهم فروردین، اوج ورود گردشگران به روستای طلحه است که گاهی باعث ایجاد ترافیک در ورودی روستا می‌شود. ظرفیت ایجاد مجموعه‌های گردشگری و مراکز اقامتی در این روستا بسیار است. کوه‌های طلحه را باید از نزدیک تماشا کرد. بهترین فصل سال برای کوهنوردی از آبان تا اواسط فروردین است. فراموش نکنید برای کوه پیمایی در ارتفاعات این روستای زیبا حتماً از راهنمای محلی و بومی استفاده کنید. در دامنهٔ کوه‌های غربی تپه‌های زیبا با شیب ملایم وجود دارد که پیمودن آنها نیاز به مهارت یا راهنمایی خاصی ندارد.

## اقتصاد

### کشاورزی
محصولات کشاورزی روستا انواع خرما شامل: کبکاب، زاهدی یا قصب، زینی، شاهی… و انواع مرکبات شامل: لیموترش و شیرین، پرتغال، انگور، انار، انواع هندوانه، خربزه، شمام، کنجد، تنباکو، گندم، جو، ذرت، عسل و غیره می‌باشد.
برداشت خرما به عنوان اصلی‌ترین محصول روستا بسته به نوع رقم خرما، از اواخر شهریور تا آبان ماه صورت می‌گیرد.

### صنایع دستی
از صنایع دستی مهم روستای طلحه می‌توان به دست‌بافته‌های ساخته شده از برگ نخل همچون حصیر، زنبیل و سبد و سفره اشاره کرد.
در زمانی نه چندان دور مردم روستا به بافتن قالی، گبه و گلیم مشغول بودند اما اکنون تولید این اقلام رونق چندانی ندارد.